# Chopfab Boxer
Chopfab Boxer AG ist ein Schweizer Brauereiunternehmen mit Produktionsstandorten in Winterthur und Yverdon-les-Bains. Es entstand 2017 als Doppelleu Boxer AG aus dem Zusammenschluss der Deutschschweizer Doppelleu Brauwerkstatt AG mit der Westschweizer Bière du Boxer SA (bis 1997 Brasserie du Boxer SA).
Chopfab Boxer AG ist eine der grössten unabhängigen und national verankerten Brauereien der Schweiz mit einem Ausstoss von über 100 000 Hektolitern pro Jahr. Der Anteil am nationalen Biermarkt beträgt etwa 4 Prozent.
Im Januar 2023 wurde das Unternehmen zu Chopfab Boxer AG umbenannt. Die Brauerei ist mit Stand Februar 2024 überschuldet und soll u. a. durch die Brauerei Locher saniert werden.
Der Name Chopfab bezieht sich einerseits auf St. Alban, der in Winterthur unter römischer Herrschaft als christlicher Märtyrer enthauptet wurde, sowie die Zürcher Stadtpatrone Felix und Regula, die der Legende nach ebenfalls enthauptet wurden. Andererseits nimmt er Bezug auf die Vorfreude auf ein kühles Bier, bevor es «geköpft» wird.

## Braustätten

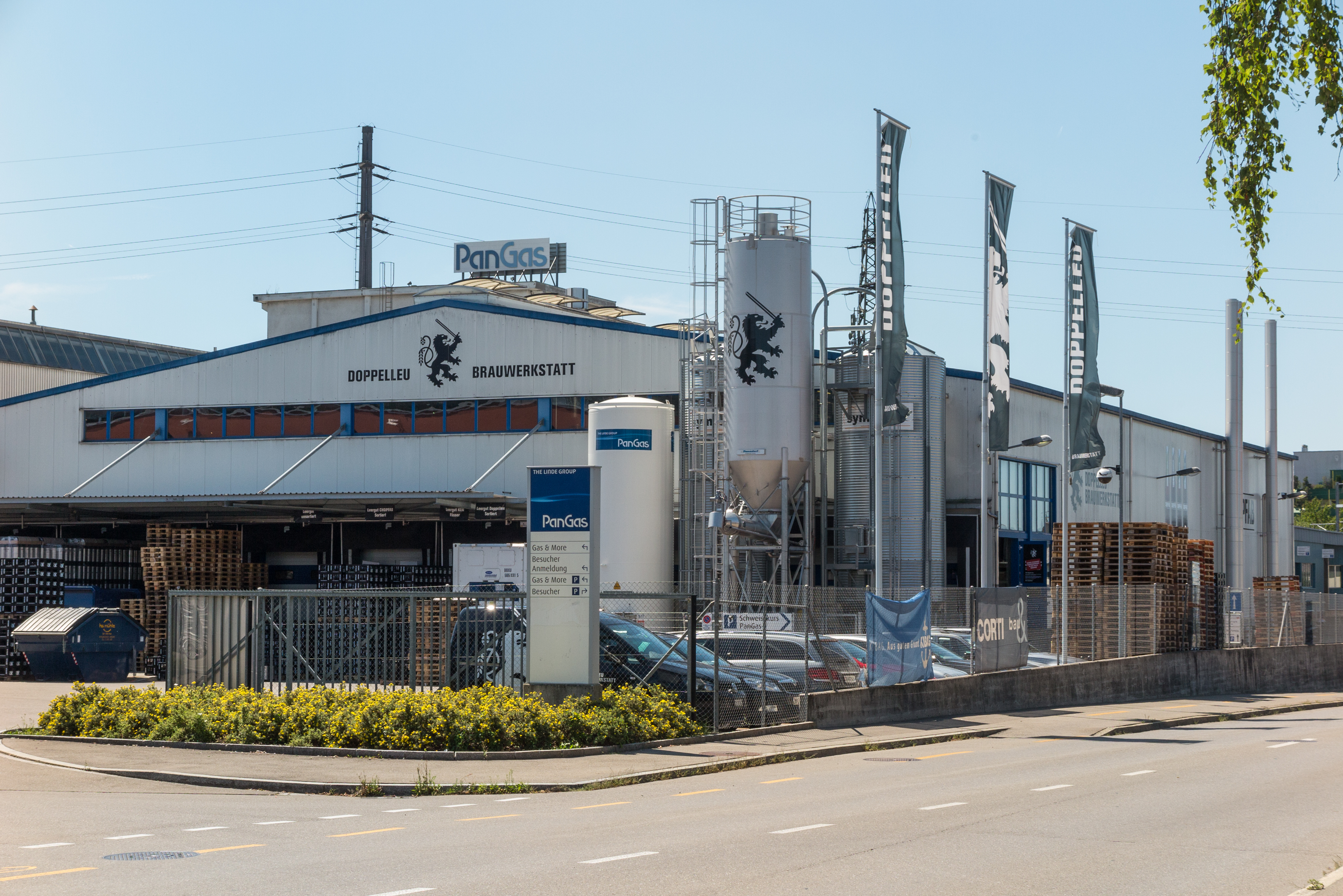
Hauptsitz und Produktionsstandort an der Industriestrasse in Winterthur Grüze

Der Hauptsitz der Gruppe und der Deutschschweizer Produktionsstandort befinden sich im Winterthurer Quartier Grüze. Das Gebäude diente früher einem Gashersteller und wurde 2012 zur Brauerei umfunktioniert.
Die Brasserie du Boxer SA nahm die Produktion 1962 in Romanel-sur-Lausanne auf. Sie verlegte den Betrieb Ende März 2012 auf das Gelände der ehemaligen Mineralquelle Arkina in Yverdon-les-Bains.

## Sortiment

### Chopfab & Cosmos

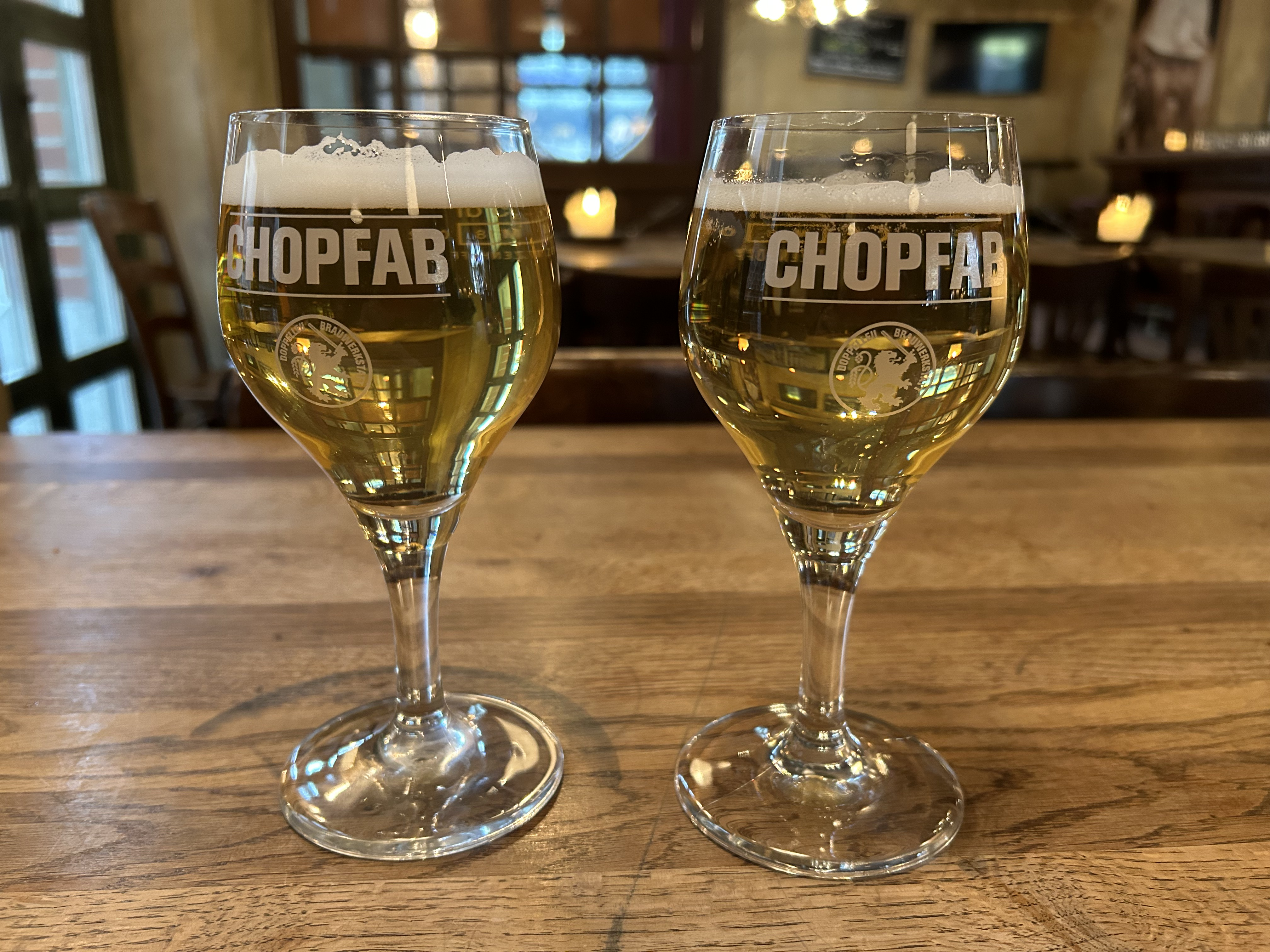
Chopfab-Gläser

Chopfab Boxer orientiert sich am belgisch-angelsächsischen Bierstil und produziert in Winterthur in den Produktlinien Chopfab und Cosmos ein Sortiment von 16 obergärigen Bieren.
Die Produktlinie Chopfab (Schweizerdeutsch für "Kopf ab") beinhaltet die folgenden Biersorten:
- Chopfab Draft: Golden Ale
- Chopfab White: White Ale
- Chopfab Pale Ale: Pale Ale
- Chopfab Hell
- Chopfab Amber: American Red Ale
- Chopfab Trüeb: Australian Pale Ale
- Chopfab Summer: White Ale
- Chopfab Winter: Rye Red Ale
- Chopfab Bleifrei: Alkoholfreies Pale Ale

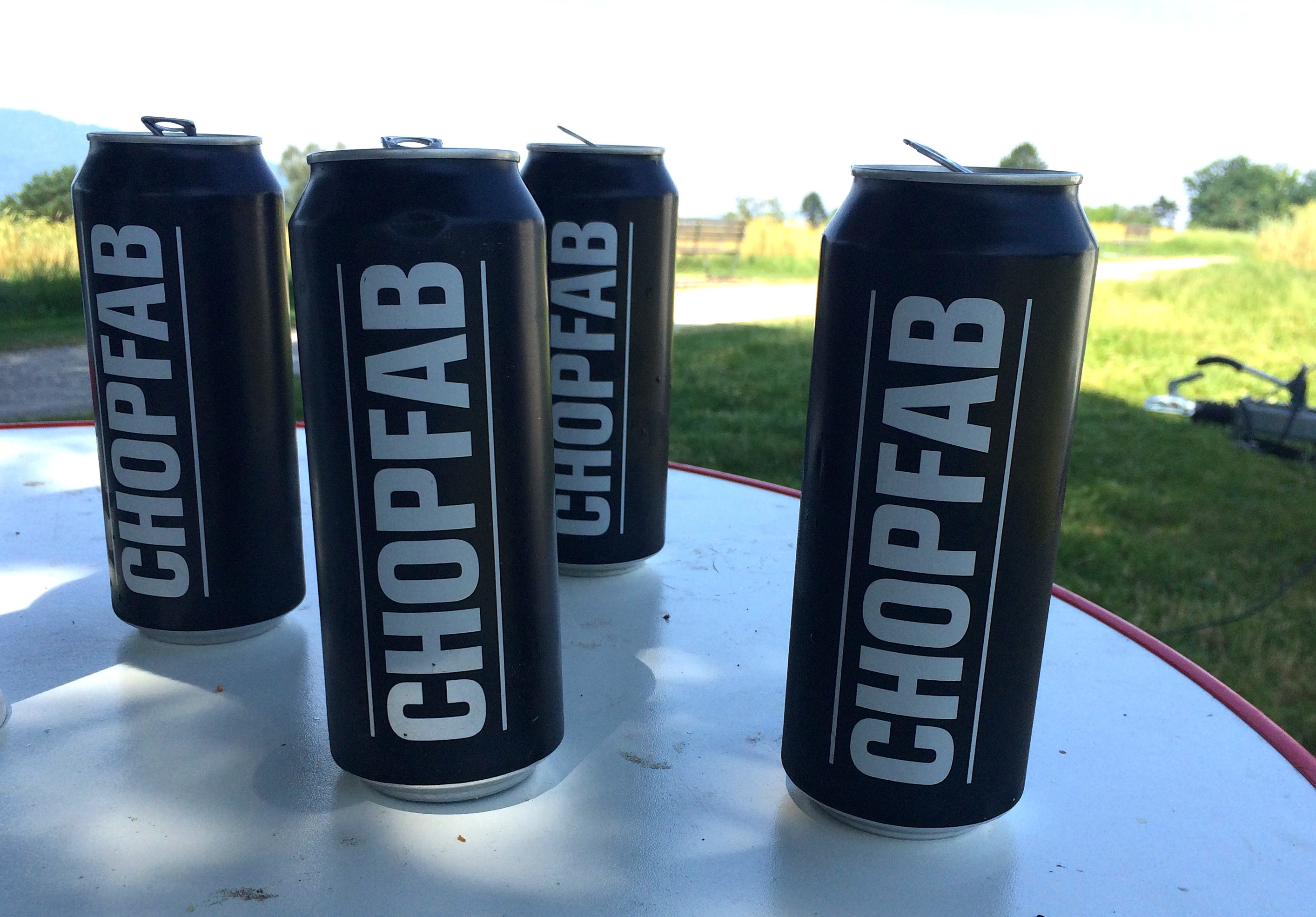
Chopfab Draft

Die Produktlinie Cosmos wurde 2023 eingeführt und ersetzte die Produktlinie Doppelleu.

### Bière du Boxer
Am Standort Yverdon-les-Bains werden die untergärigen Biere der Produktlinie Boxer produziert:
- Boxer Old, Lagerbier mit 5,0 Volumenprozent
- Boxer Blanche, Weizenbier im belgischen Stil mit 5,0 Volumenprozent.
- Boxer Brunette, dunkles Spezialbier mit 5,2 Volumenprozent
- Boxer Pale Ale, bernsteinfarbenes Pale Ale mit 5,3 Volumenprozent
- Boxer Blonde, unfiltriertes Lagerbier mit 4,8 Volumenprozent
- Boxer Sans alcool, alkoholfreies Bier